# PlayStation Vita
Die PlayStation Vita (offizielle Abkürzung: PS Vita) ist die zweite Handheld-Konsole der PlayStation-Marke von Sony Computer Entertainment Inc. (seit April 2016: Sony Interactive Entertainment LLC) und Nachfolger der PlayStation Portable. Die Konsole wurde am 27. Januar 2011 im Rahmen einer Presseveranstaltung angekündigt und erschien in Japan am 17. Dezember 2011 und in Europa und Nordamerika am 22. Februar 2012. Im März 2019 gab Sony schließlich bekannt, die Auslieferung und Produktion der PS Vita einzustellen und keinen Nachfolger veröffentlichen zu wollen. Bis zum Produktionsstopp im November 2019 konnten insgesamt 16,21 Millionen Vita-Einheiten abgesetzt werden, deutlich weniger als ihr Vorgängermodell und die direkte Konkurrenzplattform des Mitbewerbers Nintendo, der Nintendo 3DS.
Mit ihrer leistungsfähigen Hardware und der Anbindung an die stationären PlayStation-Konsolen PS3 und PS4 stieß die Vita von Beginn an auf wohlwollendes Interesse in der Berichterstattung. Allerdings erfüllte sie von Anfang an nicht die Absatzerwartungen des Konzerns. Statt der im ersten Verkaufsjahr erhofften zehn Millionen Geräte, verkaufte sich das Vita-Handheld-System nur ca. 4,5 Millionen Mal. Im Konkurrenzumfeld mit Nintendos 3DS und den wesentlich günstigeren mobilen Spielen für Smartphones konnte sich die Konsole insbesondere in den westlichen Märkten langfristig nicht durchsetzen. 2015 stellte Sony die Produktion eigener Spiele für die Konsole ein und überließ dies ab diesem Zeitpunkt ausschließlich unabhängigen Drittentwicklern. Durch die fehlende Unterstützung Sonys und der großen westlichen Publisher wurde das System allmählich zu einer Nischenplattform für japanische und Indie-Titel, die lokalisiert hauptsächlich noch über den Onlineshop des PlayStation Networks vertrieben wurden, während Sony die Produktion von Spielen auf Datenträgern 2018 final einstellte.

## Eigenschaften
Der Begriff „Vita“ stammt aus dem Lateinischen und bedeutet ‚Leben‘. Der Name soll die Einbindung der Konsole auf Basis sozialer Konnektivität in das echte Leben beziehungsweise den realen Alltag betonen. Ferner wird eine lange Lebensspanne der Konsole mit der Bezeichnung „Vita“ verbunden.
Im Gegensatz zu den diversen Modell-Generationen der PlayStation Portable ist die Vita vollständig neu entwickelt und unterscheidet sich damit deutlich von der PSP. So wird bei der PlayStation Vita, wie auch bei der PlayStation Portable Go, auf UMDs verzichtet, stattdessen kommen die sogenannten NVG Cards zum Einsatz. Sie ist in zwei Ausführungen erhältlich, nämlich einem Modell mit 3G-Modem und WiFi und einem, welches nur über das Wifi-Modul verfügt. Außerdem bietet Sony die beiden PlayStation-Vita-Modelle noch in verschiedenen Bundles an. So sind in Japan bereits weiße, rote und blaue Variationen der PS Vita erhältlich. Die 3G-Variante der PS Vita verfügt außerdem über einen GPS-Sensor. Alle PS Vitas haben gyroskopische 6-Achsen-Sensoren ähnlich denen der Controller Sixaxis und PlayStation Move für die PlayStation 3 eingebaut. Für bekannte Spielereihen von Sony wie z. B. Uncharted und Wipeout wurde pünktlich zum Release des Handhelds eine Neuauflage für PS Vita veröffentlicht.
Durch die Kooperation zwischen Vodafone und Sony war das 3G-Modell der PS Vita in Deutschland auch inkl. Mobilfunk-Vertrag verfügbar. In Deutschland hat die PlayStation Vita 3G im Gegensatz zu den meisten anderen Ländern wie den USA (AT&T) und Japan (NTT Docomo) keinen Simlock.

## Hardware

### PlayStation-Vita-Spielkarten

Links eine NVG, rechts eine Memory Card

Für die PS Vita wurde eine eigene Spielkarte entwickelt: Die NVG Card. Sie ist der Nachfolger der optischen UMD. Durch den Wegfall eines optischen Laufwerkes konnte Sony den Geräuschpegel, den Stromverbrauch und die Größe der PS Vita verringern. Außerdem sind die neuen Speichermedien weniger anfällig gegen physische Schäden. Die NVG gibt es in zwei Fassungen: Einmal mit 2 und einmal mit 4 GB Speicherkapazität. 5–10 % des Speichers sollten für Patches und andere herunterladbare Inhalte reserviert sein. Die Karte ist von der Größe her etwa so groß wie eine SD-Karte. Auf der NVG-Karte steht vorne das Spiel, die Altersfreigabe und die Seriennummer. Jede PS Vita kann zu einer Zeit nur eine NVG beherbergen. Nach dem Einstecken der Karte wird eine Verknüpfung auf der PS Vita installiert, mit welcher sich das Spiel abrufen lässt. Entfernt man die Karte wieder, bleibt die Verknüpfung installiert, das Spiel lässt sich aber nicht starten. Die Spielstände werden auf der Speicherkarte gespeichert.

### PlayStation Vita Memory Card
Um sich besser vor Softwarepiraterie zu schützen, hat Sony eine eigene Speicherkarte entwickelt und bietet sie in Kapazitäten von 4 bis 64 GB an. Jede Speicherkarte war von Anfang an an ein PS-Vita-System gebunden, mit der Version 1.8 zusätzlich auch an ein PSN-System. Umgehen lässt sich das nur durch ein komplettes Formatieren der Karte. Im Dezember 2012 verkaufte Sony die Speicherkarten im Paket mit einem ausgewählten Spiel.
Seit Oktober 2013 bietet Sony auch eine 64-GB-Karte in Asien an, welche in weltweit allen PS-Vita-Systemen lauffähig ist.

### PCH-2000-Revision
Seit 2014 wird ein überarbeitetes Modell der PS Vita verkauft, das auch als PS Vita Slim bezeichnet wird. Das Modell PCH-2000 hat die gleiche Größe wie die originale PS Vita, ist aber dünner und leichter als das alte Modell und das Gehäuse ist etwas abgerundeter als vorher. Der OLED-Bildschirm wurde in der PCH-2000 durch einen kostengünstigeren Bildschirm mit LCD-Technik ersetzt, wodurch die Akkulaufzeit der PS Vita um etwa eine Stunde verlängert werden soll. Sie besitzt außerdem einen integrierten Flash-Speicher von 1 GB. Während die PCH-2000 in Japan und anderen Ländern in vielen verschiedenen Farben erhältlich ist, war sie in Deutschland anfangs ausschließlich in Schwarz erhältlich.

### Technische Daten

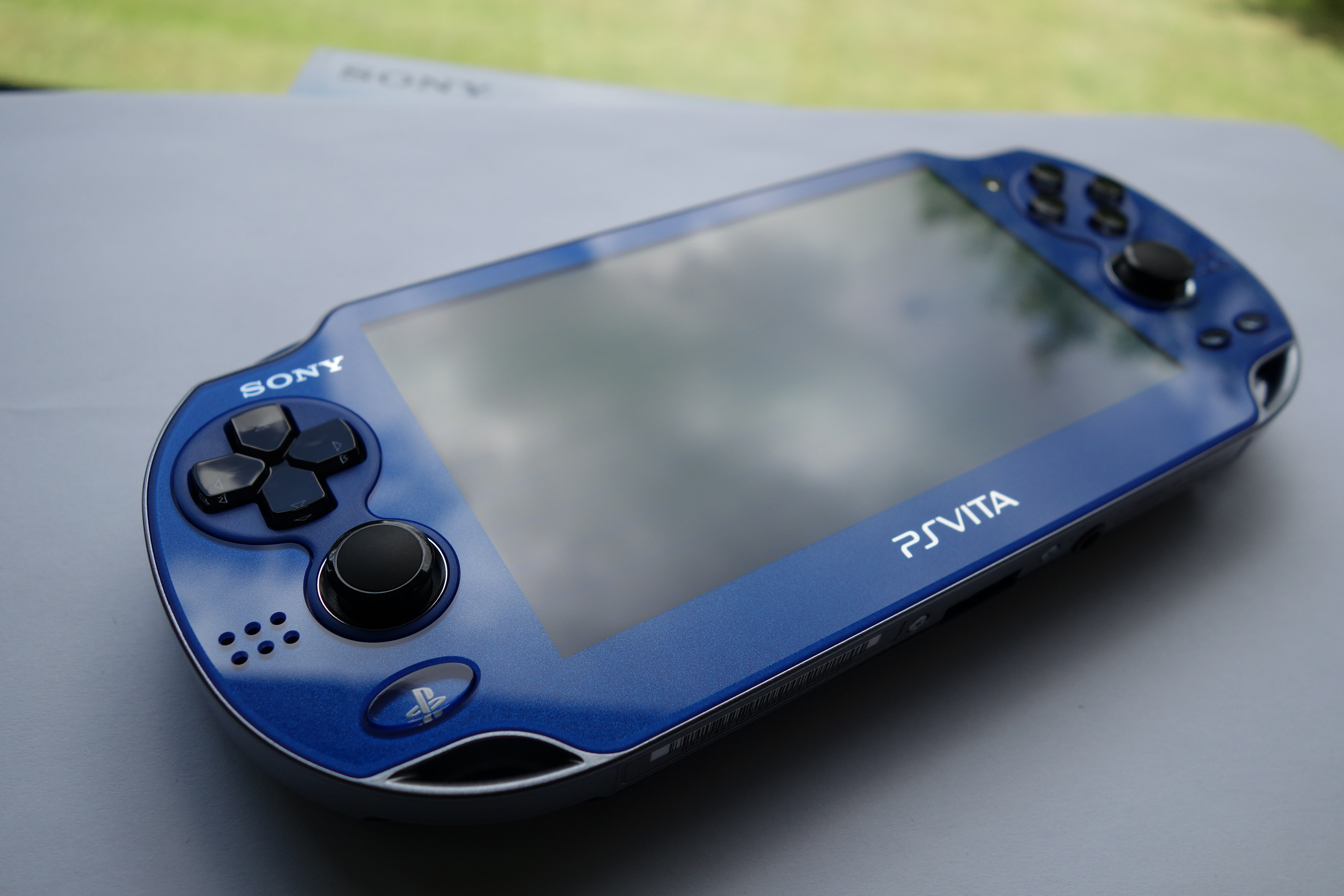
„Sapphire Blue“-Version, nur in Japan veröffentlicht

Die Hardware wurde als System-on-a-Chip (SoC) realisiert und von Samsung im 45-nm-Fertigungsprozess produziert. Im Gegensatz zu proprietären Prozessoren in anderen Playstation-Geräten verzichtete Sony auf kostenintensive Eigenentwicklungen und lizenzierte Produkte von PowerVR Technologies sowie ARM Limited.
Sofern nicht anders vermerkt, stammen sämtliche Informationen von der SCEI-Pressekonferenz 2011 in Tokio.
CPU:
ARM Cortex™-A9-Core (Quad-Core)
- symmetrische 32-Bit-Kerne[15]
- vollständige Cache-Kohärenz zwischen den Kernen[15]
- für Anwendungen stehen noch 3 von 4 Kernen zur Verfügung[15]
- die CPU kann laut Spezifikation bis zu 2 GHz getaktet werden, über den von Sony verwendeten Takt gibt es jedoch widersprüchliche Berichte mit 1,4 GHz,[16] 800 MHz,[17] 444 MHz[18] und 333 MHz.[19][20]

GPU:
PowerVR SGX 543 MP4+
- Quad-Core-Grafikprozessor[21]
- basierend auf der PowerVR-SGX-Architektur[21]
- dynamische Lastverteilung[15]
- Tile-Based Deferred Rendering (TBDR)[15]

Arbeitsspeicher:
- 512 MB RAM[22]

Grafikspeicher:
- 128 MB VRAM[22]

Bildschirme (Touchscreen):
Das Front-Display verwendet eine Aktivmatrix und verzichtet auf eine gesonderte Anordnung der Subpixel im PenTile-Stil. Damit entspricht das als OLED beworbene Display Samsungs “Super AMOLED +”-Standard.
- 12 cm / 5 Zoll (16:9), 960 × 544 Pixel (220 ppi), ca. 16,7 Millionen Farben, OLED-Multi-Touchscreen, kapazitiv.[24]
- Rückseiten-Touchpad: 12-cm-Multi-Touchpanel auf der Rückseite, kapazitiv

Gewicht:
- 3G/WiFi-Modell: ca. 279 g
- WiFi-Modell: ca. 260 g

Kameras:
- Je eine Kamera auf Vorder- und Rückseite
- Bildfrequenz: 120 fps bei 320 × 240 Pixeln (QVGA), 60 fps bei 640 × 480 Pixeln (VGA)
- Auflösung: max. 640 × 480 Pixel (VGA)

Ton:
- integrierte Stereolautsprecher
- integriertes Mikrofon

Sensoren:
- Sechs-Achsen-Sensorensystem (dreiachsiger Kreisel, dreiachsiger Beschleunigungssensor, dreiachsiger elektronischer Kompass)

Wireless-Mitteilungen:
- Mobilfunknetz-Konnektivität (3G)
- IEEE 802.11 b/g/n (n = 1 × 1) (Wireless) (Infrastruktur-Modus/Ad-hoc-Modus)
- Bluetooth® 2.1 + EDR (A2DP/AVRCP/HSP)

Positionsbestimmung:
- integriertes GPS (nur bei 3G-Version vorhanden)
- Unterstützung von WLAN-Positionsbestimmung

Eingabe:
- vier Richtungstasten (hoch/runter/links/rechts)
- zwei Analogsticks
- vier Eingabetasten (Kreis, Kreuz, Dreieck, Quadrat)
- zwei Schultertasten, je eine pro Seite
- PS-, Start-, Selecttaste, Powerschalter, Lautstärkeregler

Sonstiges:
- GPS-Modul (nur im 3G-Modell)
- fest verbauter Akku
- Akkulaufzeit beträgt um die 3–5 h[26]
- externe Batterie für eine längere Akkulaufzeit (extra zu erwerben)[27]

Unterstützte Audio- und Videoformate:
- Musik: MP3 MPEG-1/2 Audio Layer 3, MP4 (MPEG-4 AAC), WAVE (Linear PCM)
- Videos: MPEG-4 Simple Profile (AAC), H.264/MPEG-4 AVC Hi/Main/Baseline Profile (AAC)
- Fotos: JPEG (Exif 2.2.1), TIFF, BMP, GIF, PNG

Steckplätze/Anschlüsse:
- PlayStation-Vita-Kartensteckplatz
- Speicherkarten-Steckplatz
- SIM-Karten-Steckplatz (nur 3G-Modell)
- Multifunktions-Anschluss (für USB-Datenkommunikation, Gleichstromeingang)
- Audio (Stereo-Ausgang, Mono-Eingang), serielle Datenverbindung
- Kopfhörerbuchse (Mini-Stereo-Klinke) für Audio (Stereo-Ausgang/Mono-Eingang)
- Zubehöranschluss (Zurzeit noch kein Zubehör in Deutschland zu kaufen)

## Software

### Firmware
Die offizielle Firmware der PS Vita basiert auf der sogenannten LiveArea Benutzeroberfläche und nicht auf der von PS3, PSP und PSX genutzten XrossMediaBar-Schnittstelle. LiveArea ist eine touchbasierte Benutzerschnittstelle die verschiedene Social-Network-Funktionen über das PlayStation Network umfasst. Der Webbrowser unterstützt das proprietäre Adobe Flash nicht. Stattdessen verfügt dieser über HTML5- und JavaScript-Funktionen und kann Cookies anlegen. Die Firmware kann von Sony aktualisiert werden, um Funktionen hinzuzufügen, zu verbessern oder zu entfernen. Eine der letzten großen Änderungen erfolgte mit der Version 1.8, als unter anderem die Funktion zur Abspielung von PS1-Spielen hinzugefügt wurde. Mit dem letzten größeren Firmware Release 2.00 wurde der PlayStation Vita das PlayStation-Plus-Angebot und diverse Kleinigkeiten hinzugefügt. Die aktuellste System Version ist 3.74 und wurde am 10. Mai 2022 veröffentlicht.

### Inhaltsmanager-Assistent
Der Inhaltsmanager-Assistent (kurz CMA) ist eine Software, welche für Windows und Mac OS verfügbar ist. Sie erlaubt es, Videos, Bilder, Musik, Spiele und Speicherstände von einer PS Vita auf einen PC zu kopieren und umgekehrt. Für das Kopieren muss zwingend eine Internetverbindung bestehen. Dadurch wird unter anderem die Version der PS-Vita-Firmware überprüft und gegebenenfalls eine Meldung zum Aktualisieren eingeblendet. Auch auf der PS Vita muss die entsprechende Software gestartet werden. Für das Kopieren mit der PS3 ist auf Seiten dessen keine spezielle Software nötig. Allerdings lässt sich die PS3 in dieser Zeit nicht bedienen. Falls die gewünschte Datei zum Kopieren nicht mit der PS Vita kompatibel ist, so wird der Kopiervorgang abgebrochen. Ab Version 2.0 ist es zusätzlich möglich, die Verbindung zu einem Computer über WLAN herzustellen und somit seine Daten drahtlos zu übertragen.

#### Open CMA
Der Open Content Manager Assistant ist ein inoffizieller Patch des Inhaltsmanager-Assistent für das Windows-Betriebssystem. Er erlaubt das Kopieren von Dateien ohne eine bestehende Internetverbindung. Jedoch ist es nicht möglich, inkompatible Medien zu kopieren.

### Launchtitel und weitere Spiele
Zum Verkaufsstart der PlayStation Vita standen je nach Region bis zu 25 Spiele bereit:
| Titel                                                 | JPN                                   | USA                                   | DE                                    |
| ----------------------------------------------------- | ------------------------------------- | ------------------------------------- | ------------------------------------- |
| @field                                                | Grünes Häkchensymbol für ja           | Rotes X oder Kreuzchensymbol für nein | Rotes X oder Kreuzchensymbol für nein |
| Army Corps of Hell                                    | Grünes Häkchensymbol für ja           | Grünes Häkchensymbol für ja           | Grünes Häkchensymbol für ja           |
| Asphalt Injection                                     | Rotes X oder Kreuzchensymbol für nein | Grünes Häkchensymbol für ja           | Grünes Häkchensymbol für ja           |
| Ben 10: Galactic Racing                               | Rotes X oder Kreuzchensymbol für nein | Grünes Häkchensymbol für ja           | Rotes X oder Kreuzchensymbol für nein |
| BlazBlue: Continuum Shift Extend                      | Grünes Häkchensymbol für ja           | Grünes Häkchensymbol für ja           | Grünes Häkchensymbol für ja           |
| Disgaea 3 Return                                      | Grünes Häkchensymbol für ja           | Rotes X oder Kreuzchensymbol für nein | Rotes X oder Kreuzchensymbol für nein |
| Dream C Club Zero Portable                            | Grünes Häkchensymbol für ja           | Rotes X oder Kreuzchensymbol für nein | Rotes X oder Kreuzchensymbol für nein |
| Dungeon Hunter: Alliance / Dark Quest                 | Grünes Häkchensymbol für ja           | Grünes Häkchensymbol für ja           | Grünes Häkchensymbol für ja           |
| Dynasty Warriors Next                                 | Grünes Häkchensymbol für ja           | Grünes Häkchensymbol für ja           | Rotes X oder Kreuzchensymbol für nein |
| Everybody’s Golf / Hot Shots Golf: World Invitational | Grünes Häkchensymbol für ja           | Grünes Häkchensymbol für ja           | Grünes Häkchensymbol für ja           |
| Escape Plan (Download)                                | Rotes X oder Kreuzchensymbol für nein | Grünes Häkchensymbol für ja           | Grünes Häkchensymbol für ja           |
| F1 2011                                               | Grünes Häkchensymbol für ja           | Grünes Häkchensymbol für ja           | Grünes Häkchensymbol für ja           |
| FIFA Soccer / FIFA Football                           | Rotes X oder Kreuzchensymbol für nein | Grünes Häkchensymbol für ja           | Grünes Häkchensymbol für ja           |
| Fis Oh                                                | Grünes Häkchensymbol für ja           | Rotes X oder Kreuzchensymbol für nein | Rotes X oder Kreuzchensymbol für nein |
| Gravity Rush                                          | Rotes X oder Kreuzchensymbol für nein | Rotes X oder Kreuzchensymbol für nein | Grünes Häkchensymbol für ja           |
| Hustle Kings (Download)                               | Rotes X oder Kreuzchensymbol für nein | Grünes Häkchensymbol für ja           | Grünes Häkchensymbol für ja           |
| Little Deviants                                       | Grünes Häkchensymbol für ja           | Grünes Häkchensymbol für ja           | Grünes Häkchensymbol für ja           |
| Lord of Apocalypse                                    | Grünes Häkchensymbol für ja           | Rotes X oder Kreuzchensymbol für nein | Rotes X oder Kreuzchensymbol für nein |
| Lumines: Electronic Symphony                          | Rotes X oder Kreuzchensymbol für nein | Grünes Häkchensymbol für ja           | Grünes Häkchensymbol für ja           |
| Michael Jackson: The Experience HD                    | Grünes Häkchensymbol für ja           | Grünes Häkchensymbol für ja           | Grünes Häkchensymbol für ja           |
| ModNation Racers: Road Trip                           | Rotes X oder Kreuzchensymbol für nein | Grünes Häkchensymbol für ja           | Grünes Häkchensymbol für ja           |
| Monster Radar                                         | Grünes Häkchensymbol für ja           | Rotes X oder Kreuzchensymbol für nein | Rotes X oder Kreuzchensymbol für nein |
| MotorStorm RC                                         | Rotes X oder Kreuzchensymbol für nein | Rotes X oder Kreuzchensymbol für nein | Grünes Häkchensymbol für ja           |
| Plants vs. Zombies (Download)                         | Rotes X oder Kreuzchensymbol für nein | Grünes Häkchensymbol für ja           | Rotes X oder Kreuzchensymbol für nein |
| Rayman Origins                                        | Rotes X oder Kreuzchensymbol für nein | Grünes Häkchensymbol für ja           | Grünes Häkchensymbol für ja           |
| Reality Fighters                                      | Rotes X oder Kreuzchensymbol für nein | Rotes X oder Kreuzchensymbol für nein | Grünes Häkchensymbol für ja           |
| Ridge Racer                                           | Grünes Häkchensymbol für ja           | Rotes X oder Kreuzchensymbol für nein | Grünes Häkchensymbol für ja           |
| Shinobido 2: Revenge of Zen                           | Grünes Häkchensymbol für ja           | Grünes Häkchensymbol für ja           | Rotes X oder Kreuzchensymbol für nein |
| Super Stardust Delta (Download)                       | Rotes X oder Kreuzchensymbol für nein | Grünes Häkchensymbol für ja           | Grünes Häkchensymbol für ja           |
| Tales from Space: Mutant Blobs Attack (Download)      | Rotes X oder Kreuzchensymbol für nein | Grünes Häkchensymbol für ja           | Rotes X oder Kreuzchensymbol für nein |
| Top Darts                                             | Rotes X oder Kreuzchensymbol für nein | Rotes X oder Kreuzchensymbol für nein | Grünes Häkchensymbol für ja           |
| Touch My Katamari                                     | Grünes Häkchensymbol für ja           | Grünes Häkchensymbol für ja           | Grünes Häkchensymbol für ja           |
| Ultimate Marvel Vs. Capcom 3                          | Grünes Häkchensymbol für ja           | Grünes Häkchensymbol für ja           | Rotes X oder Kreuzchensymbol für nein |
| Uncharted: Golden Abyss                               | Grünes Häkchensymbol für ja           | Grünes Häkchensymbol für ja           | Grünes Häkchensymbol für ja           |
| Unit 13                                               | Rotes X oder Kreuzchensymbol für nein | Rotes X oder Kreuzchensymbol für nein | Grünes Häkchensymbol für ja           |
| Virtua Tennis 4: World Tour Edition                   | Grünes Häkchensymbol für ja           | Grünes Häkchensymbol für ja           | Grünes Häkchensymbol für ja           |
| Wipeout 2048                                          | Rotes X oder Kreuzchensymbol für nein | Grünes Häkchensymbol für ja           | Grünes Häkchensymbol für ja           |
| Yūsha no Kiroku                                       | Grünes Häkchensymbol für ja           | Rotes X oder Kreuzchensymbol für nein | Rotes X oder Kreuzchensymbol für nein |

Die PS-Vita-Spiele wurden im Handel auf NVG-Karten oder wahlweise auch zum größten Teil über den PlayStation Store in Form eines Downloads veröffentlicht. Ob ein Spiel auch im PlayStation Store erschien, lag in der Entscheidung der Entwickler. Umgekehrt war es aber auch möglich, dass PS-Vita-Spiele nur im PlayStation Store veröffentlicht wurden, wie bspw. der Titel Escape Plan.

### Apps
Sony teilt ihre Apps in vier Kategorien ein: Social-Apps, Gaming-Apps, Medien-Apps und Apps zum Erkunden von PS Vita.

### PlayStation-Portable-Emulator
PlayStation-Portable-Spiele (PSP) lassen sich auf der PS Vita mit dem eingebauten PSP-Emulator abspielen. Dabei lassen sich durch längeres Drücken der Home-Taste oder längeres Berühren des Touchscreens einige Optionen betreffend der Einbindung des zweiten Analogsticks und der Darstellung verändern. Nicht alle PSP-Spiele werden derzeit vom Emulator unterstützt. Um ein Spiel abzuspielen, muss es vorher im PSN heruntergeladen werden. Universal Media Discs lassen sich nicht konvertieren. In Japan ist es mit dem UMD-Passport-Programm zwar möglich, jedoch wird Sony dies nicht nach Europa und Amerika bringen. Als Grund wurde das geringe Interesse und die niedrigen Kosten der PSP-Spiele im PSN Store angegeben.

### Hacking
Anfangs liefen alle inoffiziellen Modifikationen über den internen PSP-Emulator der PS Vita. Dabei wurde immer ein Bug in einem PSP-Spiel oder einem PlayStation-Mini-Titel ausgenutzt, ein sogenannter Exploit. Dafür mussten die Benutzer nur einen modifizierten Speicherstand auf ihre PS Vita übertragen. Man bezeichnet diese Modifikationen als Vita Half Byte Loader (VHBL). Mit diesen ist es jedoch nur möglich für diesen Hack veröffentlichte oder modifizierte Programme, sogenannte Homebrews abzuspielen. Die ersten so veröffentlichten Hacks waren mit den Spielen Motorstorm Arctic Edge, Everybodys Tennis, Super Collapse 3, Monster Hunter Freedom Unite, Monster Hunter Freedom 2 und Monster Hunter Portable 3rd möglich. Während Sony die ersten drei Spiele für etwa einen Monat aus dem Store entfernte, um einen Patch zu veröffentlichen, entschied man sich bei Monster Hunter Freedom dafür, ein Update für die Firmware der PS Vita zu veröffentlichen.
Am 1. Oktober 2012 wurde eine frühe Version einer Custom Emulator Firmware (CEF) des Entwicklers Coldbird veröffentlicht. Der Veröffentlicher, ein Beta-User, war der Meinung, dass alle an der CEF teilhaben sollte. Dagegen stellte sich aber Coldbird und sein Kollege The Z. Coldbird verließ daraufhin die Szene. Als Grund gab er an, dass er sich vor der Polizei schützen müsse. Zwei Tage später veröffentlichte der Entwickler Total_Noob ebenfalls eine CEF. Dadurch konnte mit Hilfe des PSP-Emulators eine richtige PSP-Firmware abgespielt werden, mit der es auch möglich war, PSP-Spiele kostenfrei auf der PS Vita zu spielen. Dies war durch ein Exploit im Spiel Urbanix möglich. Sony reagierte schnell und entfernte das Spiel schon nach wenigen Stunden. Der Entwickler Total_Noob kündigte kurz darauf eine neue Version an, welche mit einem anderen Spiel möglich sein sollte. Da der Entwickler einigen Personen das Spiel bereits vorher mitgeteilt hat, ist der Name auch dieses Mal wieder vor dem offiziellen Release am 9. Oktober 2012 bekannt geworden. So wurde das betreffende Spiel von Sony schon vor dem 9. Oktober aus dem europäischen Store entfernt und gepatcht. Im amerikanischen Store hingegen war es noch einige Stunden nach dem offiziellen Release der CEF verfügbar.
Mit der Firmware 2.02 wurde ein neuer Exploit-Titel namens Uno veröffentlicht, mit dem es möglich war, den CEF von Total_Noob zu nutzen. Wenige Stunden danach wurde Uno aus dem Store entfernt. Coldbird, der aus der Szene eigentlich aussteigen wollte, veröffentlichte seine 6.60 ARK CEF für den PSP-Emulator. Im Oktober 2012 veröffentlichte auch Total_Noob seine letzte CEF die 6.60 TN-V mit dem XMB-Menü. Inzwischen sind auch Versionen der CEF für die Spiele Monster Hunter (alle Versionen) erschienen.
Im Jahr 2016 wurde mit Henkaku der erste Exploit veröffentlicht, welcher Nativ auf der Firmware 3.60 läuft. Er nutzt einen Fehler im Webbrowser als Entrypoint aus und erreicht dann mit einer Aneinanderkettung von Exploits Codeausführung im Kernel. Im Jahr 2017 wurde mit Henkaku Enso ein Exploit im Bootloader veröffentlicht, welcher es erlaubt, auf Konsolen bis zur Firmware 3.65 Henkaku während des Bootvorgangs der Konsole zu laden. Im Juni 2018 erschien dann mit H-Encore ein Exploit, welcher bis zur Firmware 3.68 das Aufspielen von Homebrew erlaubt. Im Frühjahr 2019 erschienen dann mit Modoru ein Tool zum Downgraden der Konsole und mit Trinity ein Exploit, welcher den PSP Emulator als Entrypoint nutzt.

## Geschichte
Am 17. Dezember 2011 startete Sony in Japan den Verkauf der neuen Handheld-Konsole in Japan, in Nordamerika und Europa kam das System am 22. Februar 2012 auf den Markt. Im Test des deutschen Konsolenmagazins GamePro wurden die technischen Fähigkeiten der Konsole ausdrücklich hervorgehoben, jedoch schon damals die Erfolgsaussichten im Vergleich zum Mobile Gaming auf Smartphones diskutiert. Im Mai 2012 gab Sony an, dass man rund zehn Millionen Geräte des Vita-Handheld-Systems zum Ende des Fiskaljahres Ende März 2013 verkaufen wolle, abgesetzt werden konnten jedoch nur ca. 4,5 Millionen Geräte. Als eine Problemursache galt unter Analysten das Fehlen prestigeträchtiger Spiele für die Plattform. Ab 2013 gab Sony schließlich keine offiziellen Verkaufszahlen mehr bekannt.
Um dem drohenden Fehlschlag entgegenzutreten und die Vita mangels verkaufsfördernder Großproduktionen für Käufer interessant zu halten, öffnete Sony seine Plattformen gezielt für sogenannte Indie-Entwickler. Der Konzern erhoffte sich dadurch einen Zustrom an kleineren, innovativen Titeln, die aufgrund günstigerer Produktionskosten bereits bei niedrigeren Absatzzahlen profitabel sein konnten. Auf der Game Developers Conference 2013 stellte Adam Boyes, Sonys Vice-President of Publisher and Developer Relations, 25 Indie-Spiele für die verschiedenen Konsolenplattformen vor, davon elf für die PlayStation Vita. Sonys Online-Vertriebsplattform PlayStation Network (PSN) wurde für kleinere Entwickler geöffnet, die Zugangshürden gesenkt und der Einreichungsprozess deutlich vereinfacht. Anders als Konkurrent Microsoft erlaubte Sony Indie-Entwicklern künftig das eigenverantwortliche Publishing ihrer Titel und eröffnete innerhalb des PSN sogar eine eigene Kategorie für Indie-Spiele, in der zum Start auf der Vita im Juni 2013 bereits 53 Titel verfügbar waren. Sony baute diese Beziehungen weiter aus, im April 2014 gab Boyes an, dass über 100 weitere Indie-Titel für PlayStation 4 und Vita in Entwicklung seien. Gleichzeitig deutete Shūhei Yoshida, der Leiter von Sonys Entwicklungsabteilung SCE Worldwide Studios, im Juni an, dass der Konzern künftig weniger eigene Titel für die Vita veröffentlichen werde.
Basierend auf der Hardware und dem Betriebssystem der Vita veröffentlichte Sony im November 2013 in Japan und ein Jahr später dann auch auf dem westlichen Markt die Streaming-Konsole PlayStation TV (in Japan: PlayStation Vita TV). Sie war weitgehend kompatibel zu den meisten Vita-Spielen, nutzte dieselben Speicherkarten und besaß dieselben Angebote für PSOne- und PSP-Spiele. Ähnlich wie die Vita sollte sie als Streaming-Endgerät für PS3- und PS4-Spiele sowie Multimedia-Angebote nutzbar sein. Als Eingabegerät wurde der Besitz eines nicht mitgelieferten DualShock-Controllers für PlayStation 3 oder PlayStation 4 vorausgesetzt. Die Touchfunktionen der Handheldkonsole fehlten dagegen, weswegen entsprechend darauf ausgelegte Vita-Spiele nicht kompatibel waren. Dadurch blieben ihr einige der renommiertesten Titel der Vita (u. a. Uncharted: Golden Abyss, Wipeout 2048, Gravity Rush und Tearaway) verwehrt.
Auf einer Investorenveranstaltung im Mai 2015 listete der Konzern die Handheld-Konsole bei seiner Strategievorstellung bereits nicht mehr unter den Investitionsprojekten, sondern lediglich bei den Abschreibungen. Auch die PlayStation TV blieb deutlich hinter den Erwartungen zurück, wobei die schwache Geräteleistung und das Ausbleiben entsprechender Vorzeigetitel für die Vita-Hardware von Shuhei Yoshida als ein Hauptgrund genannt wurden. Im September 2015 erklärte Yoshida im Rahmen der Spielemesse EGX die Wahrscheinlichkeit für einen Nachfolger der Vita für gering. Im Konkurrenzumfeld mit zum Teil kostenlosen Smartphone-Spielen sei kein Platz mehr für eine Handheld-Konsole wie der Vita. Zu diesem Zeitpunkt verkaufte sich das Gerät im Wesentlichen nur noch auf dem japanischen Heimatmarkt, während es auf im amerikanischen und europäischen Sektor keine Rolle mehr spielte. Im Oktober 2015 äußerte der Sony-Manager Masayasu Ito in einem Interview, dass die hauseigenen Entwicklerstudios keine weiteren Spiele für die Konsole in Arbeit hätten und die künftigen Neuveröffentlichungen von unabhängigen Drittentwicklern stammen. Im gleichen Zusammenhang gab er an, dass die Vita in den Anfangsjahren in den Zielgruppe unter 20 Jahren nicht die erwartete Zustimmung erhalten hatte. Erst mit der Veröffentlichung der Playstation-Vita-Version von Minecraft habe sich dies verbessert.
Ab 2016 war der Wandel von einer klassischen Handheld-Konsole mit physischen Datenträgern zu einer hauptsächlich auf Online-Vertrieb ausgerichteten Plattform spürbar. Problematisch in diesem Zusammenhang wurden die geringe Kapazität und das mangelhafte Angebot der proprietären Memory Cards. Auf dem westlichen Markt waren Sonys größten Speicherkarten mit 64 GB hauptsächlich als asiatische Importware erhältlich und blieben damit Mangelware. Trotz des erfolgreichen Starts der sowohl stationären, als auch mobilen Hybridkonsole Nintendo Switch erklärten die Sony-Manager Jack Ryan und Shawn Layden in einem Interview 2017, dass das Interesse an einem Vita-Nachfolger aus Konzernsicht zu gering sei und die Vita von Anfang an nicht die kritische Masse an Käufern gefunden habe, um der Plattform zu einem großen Erfolg zu verhelfen.
2018 stellte Sony die Produktion von Spielen auf Datenträgern ein. Zu diesem Zeitpunkt galt die Konsole hauptsächlich noch als Geheimtipp für japanische Rollenspiele und Nischentitel sowie Indie-Games. Anfang März 2019 wurde schließlich bekannt gegeben, dass Sony die Auslieferung und Produktion der PS Vita einstellt. Im Zeitraum von der Erstveröffentlichung Ende 2011 in Japan bis zum Produktionsstopp im November 2019 konnten insgesamt schätzungsweise 16,21 Millionen Vita-Einheiten abgesetzt werden. Im Vergleich dazu konnte die Vorgängerkonsole PSP noch 82 Millionen Stück absetzen, das unmittelbare Konkurrenzsystem Nintendo 3DS kam zu diesem Zeitpunkt auf 72 Millionen verkaufte Exemplare.
Rückblickend machte Shūhei Yoshida in einem Interview 2025 mehrere Schwachstellen in der Konzeption der Vita aus. Der Einbau des hochwertigen OLED-Displays habe die Kosten der Konsole erhöht, das rückseitige Touchpad sei überflüssig gewesen und die Festlegung auf proprietäre Speicherkarten habe der Konsole beim zunehmenden Digitalvertrieb geschadet. Weiterhin habe Sony nicht die Kapazitäten besessen, um sowohl die Vita mit eigenen Spielen zu versorgen, als auch den Verkaufsstart der PlayStation 4 vorzubereiten. Dies wäre nur möglich gewesen, wenn sich Sony ähnlich wie Nintendo auf ein Hybridmodell wie die Switch konzentriert hätte. Da die stationären Konsolen jedoch der größte Gewinnbringer des Konzerns waren, wurden Projekte für die Vita irgendwann fallen gelassen.